# 성시연
성시연(1975년 ~ )은 대한민국의 클래식 지휘자이다.
2006년 게오르그 솔티 국제 지휘 콩쿠르 여성 최초로 우승했다. 2007년에는 밤베르크에서 열린 제2회 구스타브 말러 지휘 콩쿠르에서 1위 없는 2위를 수상했다. 같은 해, 보스톤 심포니 오케스트라의 첫 번째 여성 부지휘자로 임명되어 2010년까지 역할을 수행했다. 로스앤젤레스 필하모닉 오케스트라, 로열 스톡홀름 필하모닉 오케스트라, 내셔널 일 드 프랑스 오케스트라, BBC필하모닉, 시애틀 심포니 등을 객원으로 지휘했다. 2009년부터 2013년까지 서울시립교향악단 지휘자 역할을 수행했다. 2014년부터 2017년까지 경기 필하모닉 오케스트라의 예술 감독 및 수석 지휘자로 재직했다.

## 학력
- 서울예술고등학교
- 취리히국립음악원 피아노과
- 베를린국립음악대학 피아노과
- 한스아이슬러음악대학교 지휘과 학사[6]